# 哥伦比亚选举

哥伦比亚国旗

哥伦比亚选举由全国选举委员会管理和控制，该委员会还为哥伦比亚政治提供有关选举和选举结果的信息。
哥伦比亚在国家一级选举国家元首总统和立法机构。总统由民选产生，任期四年。国会有两个议院。众议院有162名成员，按比例代表制选举产生，任期四年。参议院有102名成员，按比例代表制选举产生，任期四年。
哥伦比亚曾经为两党制，自由党与保守党长期以来是哥伦比亚政治的主导力量，第三方可能很难在这一制度中取得成功。两个主要政党的政治家在没有遇到来自自己政党的强大挑战者时往往会赢得选举（这种情况下，他们的传统对手往往会赢得选举）。20世纪末21世纪初，一些独立候选人在选举中取得进展，例如安塔纳斯·莫库斯和后来路易斯·爱德华多·加茨当选波哥大市长，人们普遍认为他们对波哥大的政治状况感到不满，有迹象表明，过去的两党选举趋势正在减弱，多样性的潜力正在增加。2002年，哥伦比亚第一党总统候选人阿尔瓦罗·乌里韦的选举胜利结束了哥伦比亚长期两党的主导地位。此后再无自由党或保守党籍政治人物成功当选总统。
哥伦比亚选举中，国家和地方两级都存在着一些选举舞弊、贿赂和其他丑闻，是哥伦比亚腐败问题的一部分。